# Mantispa decepta
Mantispa decepta is een insect uit de familie van de Mantispidae, die tot de orde netvleugeligen (Neuroptera) behoort. 
Mantispa decepta werd voor het eerst wetenschappelijk beschreven in 1920 door Nathan Banks.